# Beipanjiang-Brücke (Guanxing Highway)
Die Beipanjiang-Brücke (Guanxing Highway) (chinesisch 关兴公路北盘江大桥) führt den Guanxi Highway in der Provinz Guizhou, Volksrepublik China, in einer Höhe von 366 m über den tief eingeschnittenen Beipanjiang. Die 2003 eröffnete Brücke war bis 2005 die höchste Brücke der Welt, dann wurde sie von der Hegigiotal-Pipelinebrücke abgelöst. Sie gehört immer noch zu den fünfzehn höchsten Brücken der Welt.
Die Hängebrücke hat zwei Fahrspuren und beidseitig sehr schmale Gehwege, die durch stabile stählerne Geländer von der Fahrbahn getrennt sind. Die Straße geht bis zu ihren beiden Stahlbeton-Pylonen, die unmittelbar am Rand der Schlucht stehen. Die Brücke ist daher nur geringfügig länger als ihre Spannweite von 388 m, wenn man davon absieht, dass die Ankerblöcke rund 100 m entfernt neben der Straße liegen. Die Pylone überragen die Fahrbahn um etwa 60 m. Der Fahrbahnträger besteht aus einer nur 60 cm dicken Spannbeton-Platte, die abschnittsweise neben der Brücke vorgefertigt, mit einem Kabelkran an ihren Platz gehoben und dort mit den Hängern verbunden wurde, die im Abstand von 5 m an den Tragseilen hängen. Der Rand des Fahrbahnträgers wurde mit aerodynamisch geformten Blechen verkleidet, um Schwingungen zu vermeiden.
Die Hängebrücke liegt heute im Bereich des bis zu 46 m tiefen Stausees der 32 km flussabwärts stehenden, 2009 fertiggestellten Dongqing-Staumauer. Wegen des Stausees musste auch die 3,5 km flussaufwärts stehende, erst 1961 erbaute steinerne Bogenbrücke durch eine Betonbogenbrücke ersetzt werden, die heute die Provinzstraße 210 in ausreichender Höhe über den Stausee führt (). Sie ist von der Hängebrücke aus tief unten im Tal des Beipanjiang zu sehen. Obwohl sie mit einer Stützweite von etwa 100 m durchaus eine größere Brücke ist, wirkt sie von der Hängebrücke aus gesehen winzig.
Weitere 7 km flussaufwärts befindet sich eine 1898 gebaute, einer Seilbrücke ähnelnde Kettenbrücke für Fußgänger ().